# Rożnowo Łobeski
Rożnowo Łobeski (deutsch Rosenow) ist ein Dorf in der polnischen Woiwodschaft Westpommern. Es gehört zur Gmina Łobez (Stadt- und Landgemeinde Labes) im Powiat Łobeski (Labser Kreis).

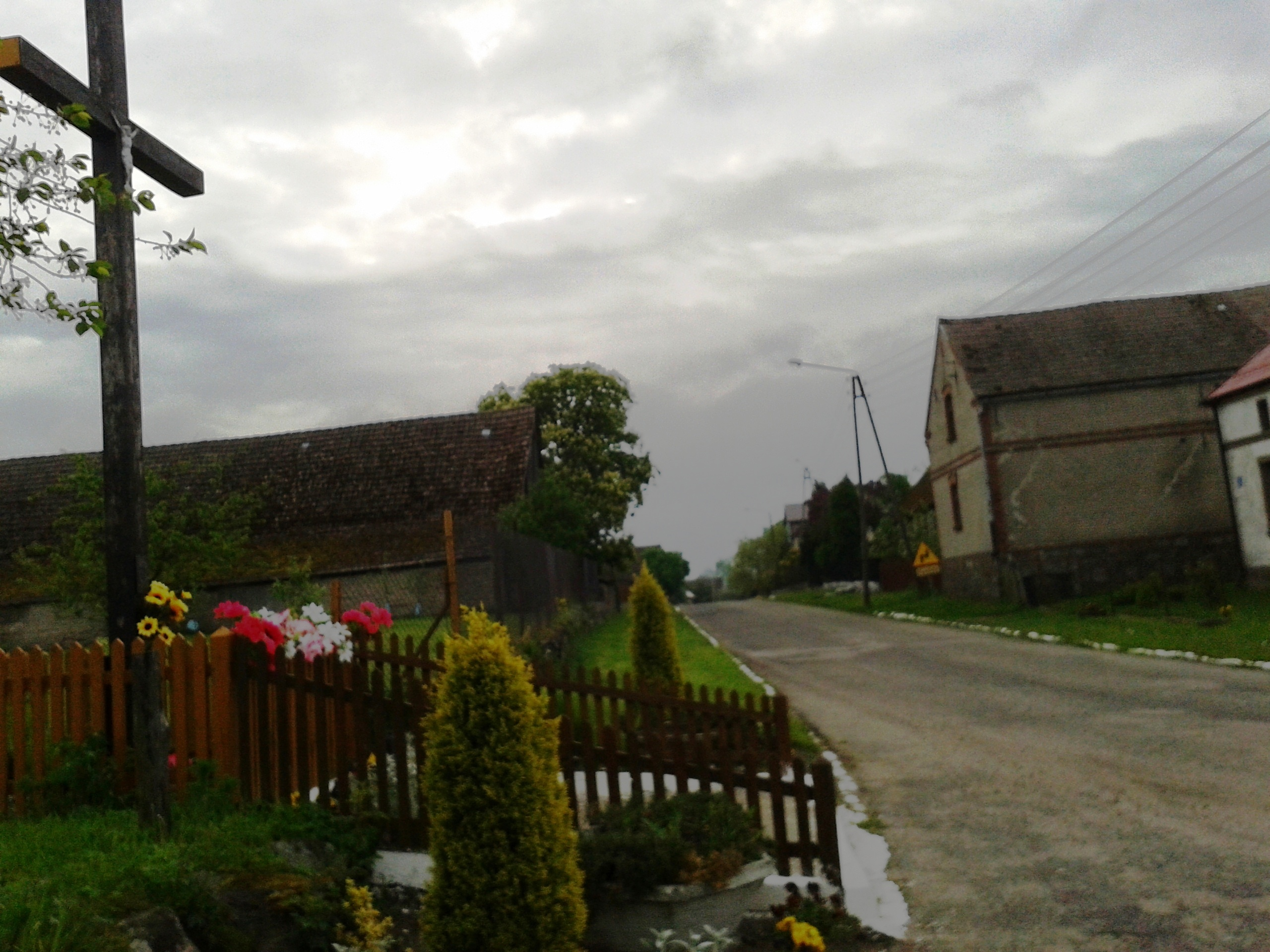
Dorfstraße (2014)

## Geographische Lage
Das Dorf liegt in Hinterpommern, etwa 25 Kilometer südöstlich der Stadt Resko (Regenwalde), neun Kilometer ostsüdöstlich der Stadt Łobez (Labes) und 4 ½ Kilometer nordnordöstlich des Dorfs Zajezierze (Schönwalde).

## Geschichte
Das Gut Rosenow war ehemals ein altes pommersches Lehen der in Hinterpommern alteingeborenen Familie Borcke; um 1754 kaufte es der Landrat Joachim Abraham von Oesterling, der es noch 1782 in Besitz hatte. Seit 1853 war Gutsbesitzer Spieker Eigentümer. 1884 und 1896 befand sich das Rittergut Rosenow mit Ziegelei im Besitz der Familie Gerstenberg; 1886 wird der Abiturient Axel Gerstenberg (* 19. August 1867) als Besitzer des Ritterguts bezeichnet.
Am 1. April 1927 betrug die Flächengröße des Guts Rosenow 627 Hektar, und am 16. Juni 1925 hatte der Gutsbezirk 176 Einwohner.
Am Anfang der 1930er Jahre hatte die Gemarkung der Landgemeinde Rosenow eine Flächengröße von 8,9 km², und im Gemeindegebiet, in dem Rosenow die einzige Wohnstätte war, standen zusammen 31 bewohnte Wohnhäuser.
Im Jahr 1945 gehörte Rosenow zum Landkreis Regenwalde im Regierungsbezirk Köslin der preußischen Provinz Pommern des Deutschen Reichs. Rosenow war dem Amtsbezirk Schönwalde zugeordnet.
Gegen Ende des Zweiten Weltkriegs wurde die Region im Frühjahr 1945 von der Roten Armee besetzt. Nach Beendigung der Kampfhandlungen wurde Rosenow zusammen mit ganz Hinterpommern seitens der sowjetischen Besatzungsmacht der Volksrepublik Polen zur Verwaltung überlassen. Danach begann die Zuwanderung von Polen. Rosenow wurde unter der Ortsbezeichnung ‚Rożnowo Łobeski‘ verwaltet. In der Folgezeit wurde die einheimische Bevölkerung von der polnischen Administration aus Rosenow und dem Kreisgebiet vertrieben.

### Demographie
| Jahr | Einwohner | Anmerkungen |
| ---- | --------- | --- |
| 1782 | –         | adliges Gut mit einem Vorwerk, einer Kirche und 19 Feuerstellen (Haushaltungen)                                     |
| 1818 | 154       | Dorf, adlige Besitzung                                                                                              |
| 1825 | 162       | Dorf, mit den Vorwerken Ober-Aalkist und Moritzberg                                                                 |
| 1852 | 290       | Dorf |
| 1864 | 311       | am 3. Dezember, im Guts- und Gemeindebezirk zusammen                                                                |
| 1867 | 361       | am 3. Dezember, davon 162 im Dorf und 199 im Gutsbezirk                                                             |
| 1871 | 362       | am 1. Dezember, davon 159 im Dorf (157 Evangelische, zwei Katholiken) und 203 im Gutsbezirk (sämtlich Evangelische) |
| 1910 | 231       | am 1. Dezember, davon 114 im Dorf und 117 im Gutsbezirk                                                             |
| 1925 | 281       | darunter 259 Evangelische und 22 Katholiken                                                                         |
| 1933 | 268       | [ 15 ] |
| 1939 | 286       | [ 15 ] |